# Edip
Kralj Edip (grč. Οἰδίπους) je lik iz Sofoklove istoimene tragedije.
Nakon njegova rođenja izrečeno je proročanstvo koje je glasilo da će kad odraste oženiti rođenu majku i ubiti vlastitog oca. Trudeći se spriječiti ostvarenje proročanstva njegov otac je naredio da ga ubiju, no sluga se sažalio pa ga je ipak ostavio na životu. Tako je Edip dospio do drugog kralja i njegove žene koji ga usvajaju i prihvaćaju svojim. No kada je odrastao Edip saznaje za proročanstvo i odlučuje otići od kuće. Na putu ubija svog oca, ne znajući da mu je otac i kad stiže u Tebu ženi se svojom majkom, ne znajući za njihovo krvno srodstvo. Ova tragedija je pokazatelj da se od sudbine ne može pobjeći, jer iako se Edip trudio da umakne proročanstvu ono ga je ipak stiglo. Edip strada zbog kletve kojom je sam prokleo ubojicu Lajovu, ne znajući da ga je ustvari on sam ubio.